# Silvanoprus palnicus
Silvanoprus palnicus es una especie de coleóptero de la familia Silvanidae.

## Distribución geográfica
Habita en la India.